# X86-Prozessor

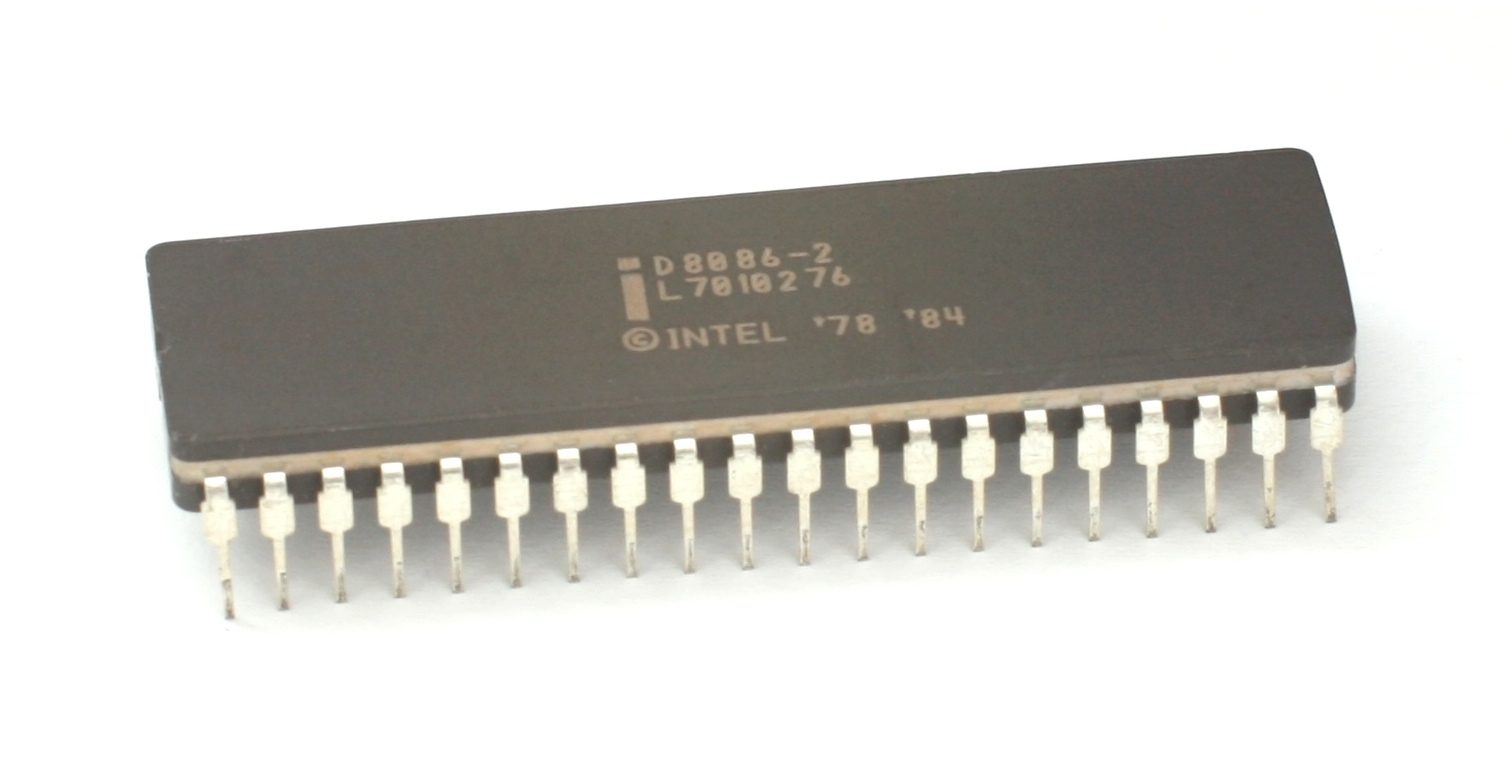
Prozessor Intel i8086 in Gehäuseform DIP-40

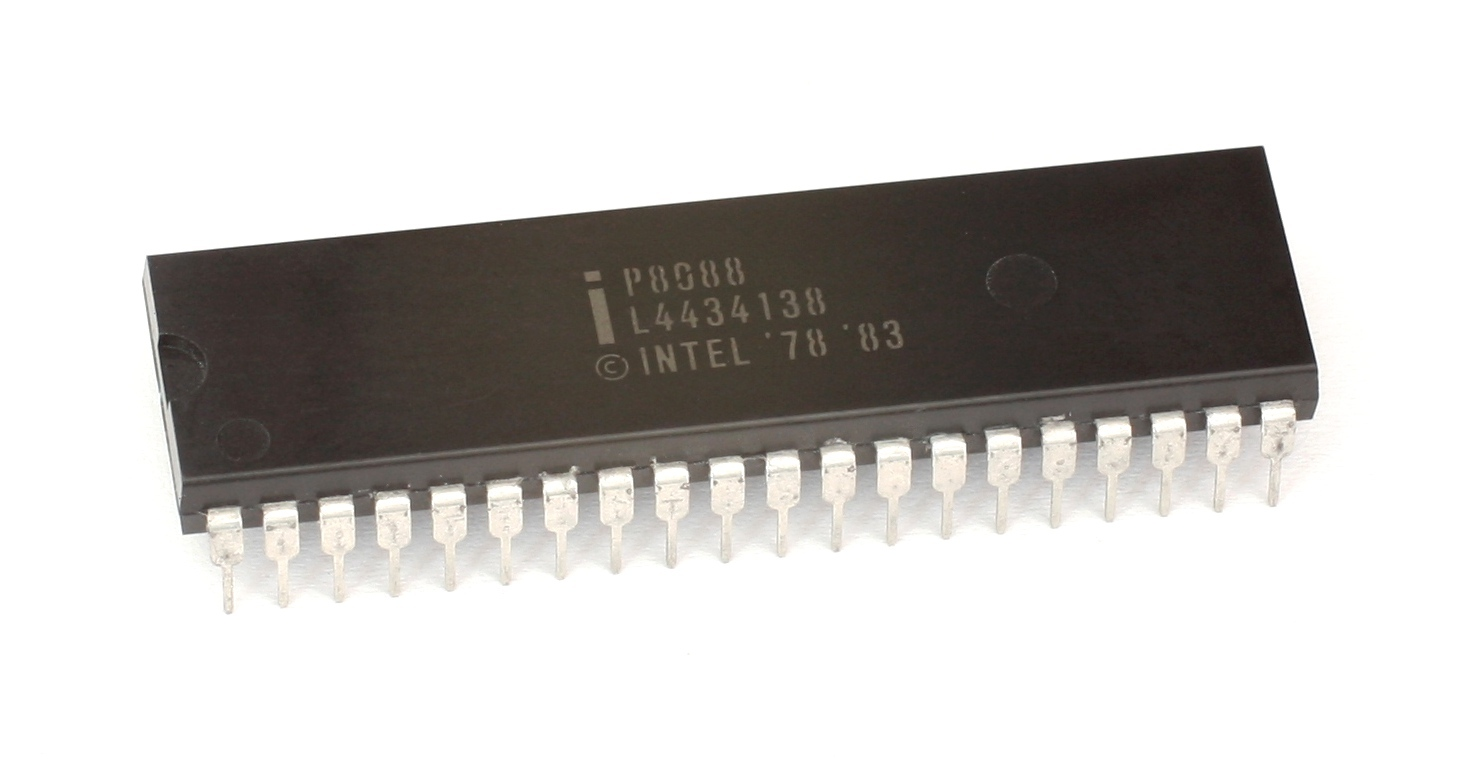
Der Intel i8088 besitzt im Vergleich zum i8086 nur einen 8 Bit breiten Datenbus und kam im IBM PC zur Anwendung

Ein x86-Prozessor ist ein Mikroprozessor der x86-Prozessorarchitektur. Diese ist nach den Prozessoren der 16-Bit-Architektur 8086/8088-Reihe benannt, mit der sie 1978 eingeführt wurde. Die ersten Nachfolgeprozessoren wurden später mit 80186, 80286 usw. benannt. In den 1980er-Jahren war daher von der 80x86-Architektur die Rede – später wurde die „80“ am Anfang weggelassen. Die x86-Architektur erweiterte sich seither mit jeder Prozessorgeneration und war mit dem 80386 1985 bereits eine 32-Bit-Architektur, die explizit auch als i386 bzw. retronym als IA-32 bezeichnet wurde. Mit dem von AMD 2003 vorgestellten Opteron wurde die x86-Architektur zur 64-Bit-Architektur, die als Befehlssatzerweiterung AMD64 von AMD bzw. Intel 64 von Intel implementiert wurde. Ein 64-Bit-x86-Prozessor wird daher oft – zur Unterscheidung von 32-Bit-x86 – als x64-Prozessor bezeichnet.
Da sich Ziffernkombinationen nicht markenrechtlich schützen lassen, gingen Intel und die meisten Mitbewerber nach Einführung des 80486 dazu über, Wortmarken wie Pentium oder Celeron (Intel) bzw. Athlon oder Phenom (AMD) zu verwenden, aber das alte Nummernschema blieb als Name der ganzen Familie erhalten.

## Geschichte
1978 führte Intel mit dem 8086 den ersten 16-Bit-Prozessor ein, der sich auf die 8-Bit-Prozessoren 8080 und 8085 begründete, jedoch nicht voll kompatibel war. 1979 wurde mit dem 8088 eine schwächere und billigere Variante der 8086-Architektur verfügbar, die IBM im 1981 vorgestellten originalen IBM Personal Computer, kurz „IBM PC“, verwendet wurde. Durch den enormen Erfolg des IBM PC und dessen Nachfolger und zahlreichen Nachbauten, der sogenannten IBM-PC-kompatiblen Computer, wurde die x86-Architektur innerhalb weniger Jahre zu einer der erfolgreichsten CPU-Architekturen der Welt und ist es bis heute geblieben.
Außer Intel haben auch andere Hersteller über die Jahre x86-kompatible CPUs in Lizenz produziert, darunter Cyrix, Centaur (beide heute VIA Technologies), NEC, UMC, Harris, TI, IBM, IDT und Transmeta. Der nach Intel größte Hersteller x86-kompatibler Prozessoren war und ist aber das Unternehmen AMD, das neben Intel heute zu einer treibenden Kraft bei der Weiterentwicklung des x86-Standards geworden ist.
Mit dem 80386 führte Intel bereits 1985 den ersten x86-Prozessor mit einer 32-Bit-Architektur ein. Diese i386-Architektur blieb als Erweiterung der Befehlssätze des 8086 und 80286 vollständig kompatibel zu bestehender Software und wurde unter dem Namen IA-32 bekannt. Die 32-Bit-Ära war der bisher längste und lukrativste Abschnitt der x86-Geschichte, wobei sich IA-32 – maßgeblich unter Intels Federführung – permanent weiterentwickelte.
Ab 1999 brach für x86 die 64-Bit-Ära an, diesmal aber auf Initiative von AMD. Der 64-bittige x86-Standard erhielt die Bezeichnung x64 oder x86-64, wurde von AMD 2003 als AMD64 eingeführt und unter dem Namen Intel 64 2005 auch von Intel übernommen.
Im Mai 2023 hat Intel unter der Bezeichnung „x86-S“ oder „x86S“ einen Vorschlag veröffentlicht, in zukünftigen x86-Prozessoren die 16- und 32-Bit-Altlasten wegzulassen und reine 64-Bit-x86-Prozessoren herzustellen. Siehe x64#x86S.

## Übersicht der x86er-Generationen

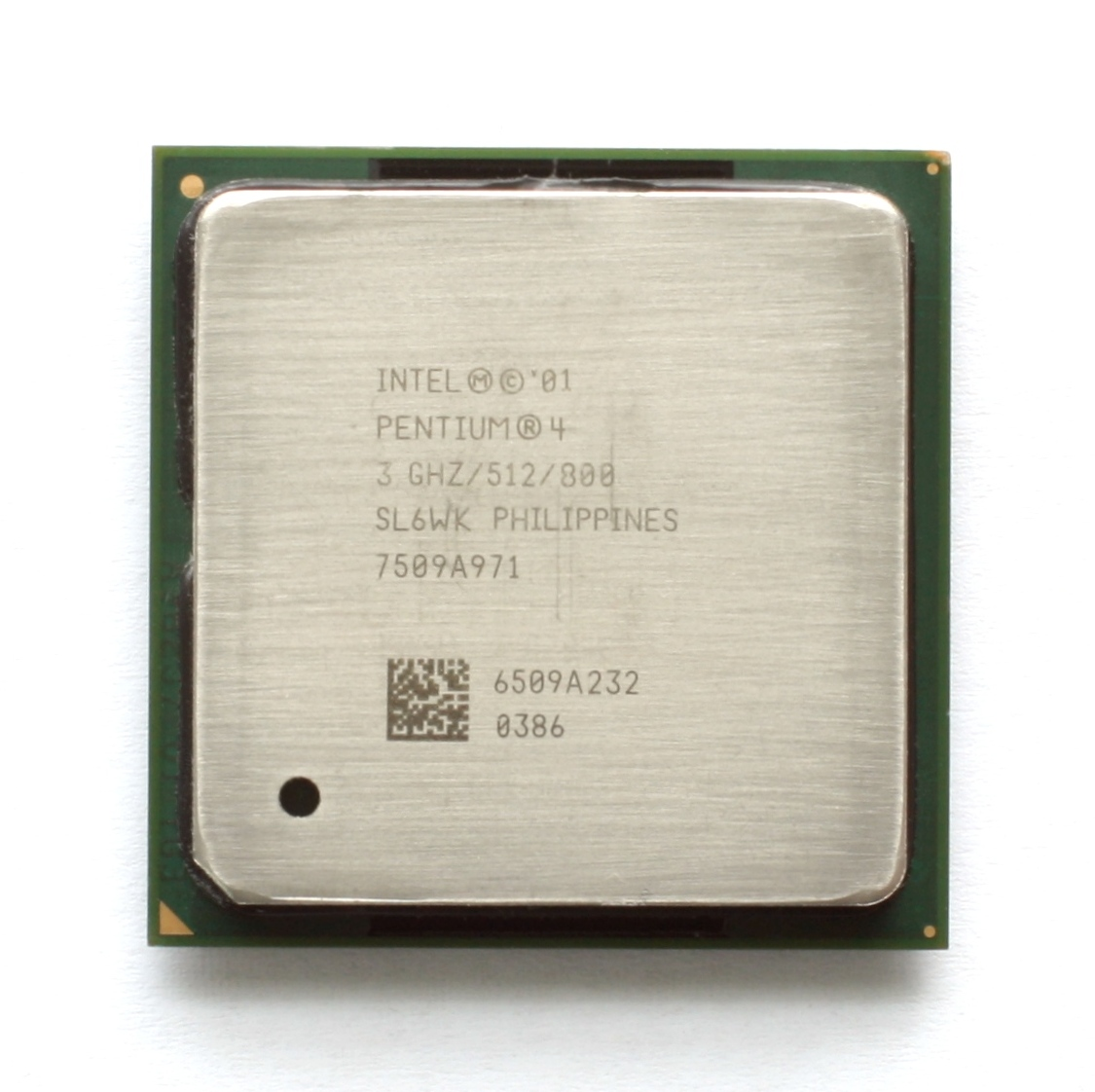
Intel Pentium 4; frühe Northwood-Anfertigung

| Prominente CPU-Typen (Endnutzerbereich)        | Erstmals eingeführt | Linearer / physischer Adressraum                              | Bedeutende neue Eigenschaften |
| ---------------------------------------------- | ------------------- | ------------------------------------------------------------- | --- |
| Intel 8086, Intel 8088                         | 1978                | 16-bit / 20-bit (segmentiert)                                 | erster x86 Mikroprozessor |
| Intel 80186, Intel 80188, NEC V20/V30          | 1982                | 16-bit / 20-bit (segmentiert)                                 | schnellere Speicheradress-Auflösung, MUL/DIV-Anweisung |
| Intel 80286                                    | 1982                | 16-bit (30-bit virtuell) / 24-bit (segmentiert)               | MMU, für den Protected Mode und einen größeren Adressraum |
| Intel 80386, AMD Am386                         | 1985                | 32-bit (46-bit virtuell) / 32-bit                             | 32-bit Befehlssatz, MMU mit paging |
| Intel 486, AMD Am486                           | 1989                | 32-bit (46-bit virtuell) / 32-bit                             | RISC-ähnliches pipelining, integrierte FPU, on-chip Cache |
| Pentium, Pentium MMX, Rise mP6                 | 1993                | 32-bit (46-bit virtuell) / 32-bit                             | Superskalarität, 64-bit breiter Datenbus, schnellere FPU (Pipeline), SIMD für Integerdaten mit MMX |
| Cyrix 6x86, Cyrix MII, Cyrix III Joshua (2000) | 1996                | 32-bit (46-bit virtuell) / 32-bit                             | Register Renaming, Spekulative Befehlsausführung |
| Pentium Pro, AMD K5, Nx586 (1994)              | 1995                | 32-bit / 32-bit physisch (36-bit mit PAE)                     | µ-Instruktionsumsetzung, PAE (Pentium Pro), integrierter L2-Cache (Pentium Pro), conditional move instructions (CMOV etc.)                                                                               |
| AMD K6/-2/3, Pentium II/III, IDT/Centaur-C6    | 1997                | 32-bit / 32-bit physisch (36-bit mit PAE)                     | L3-cache Unterstützung, SIMD für Gleitkommadaten: AMD 3DNow, Intel SSE |
| Athlon, Athlon XP                              | 1999                | 32-bit / 32-bit physisch (36-bit mit PAE)                     | superskalare FPU, drei parallele Integer-Pipelines (bis zu drei x86 instr./clock) |
| Pentium 4                                      | 2000                | 32-bit / 32-bit physisch (36-bit mit PAE)                     | lange Pipelines, optimiert für sehr hohe Taktfrequenzen, SSE2, Hyper-Threading |
| Pentium M, VIA C7 (2005), Intel Core (2006)    | 2003                | 32-bit / 32-bit physisch (36-bit mit PAE)                     | optimiert für eine geringe Verlustleistung |
| Athlon 64, Opteron                             | 2003                | 64-bit / 40-bit physisch in den ersten AMD-Implementierungen. | AMD64, on-die memory controller, HyperTransport |
| Pentium 4 Prescott 2M/Cedar Mill               | 2004                | 64-bit / 40-bit physisch in den ersten AMD-Implementierungen. | sehr lange Pipelines, ausgelegt für sehr hohe Taktfrequenzen, SSE3, 64-bit (nur für Sockel LGA 775) |
| Intel Core 2                                   | 2006                | 64-bit / 40-bit physisch in den ersten AMD-Implementierungen. | energieeffizient, multicore, mittellange Pipeline, ausgelegt für geringere Taktfrequenzen als der P4, SSE4 (Penryn)                                                                                      |
| AMD Phenom                                     | 2007                | 64-bit / 48-bit physisch im AMD Phenom                        | monolithischer Vierkerner, 128 bit FPUs, SSE4a, HyperTransport 3 oder QuickPath, integrierter Speicherkontroller, on-die L3 cache, SMT (nur bei i7), modulares Design                                    |
| Intel Core i3, Intel Core i5, Intel Core i7    | 2008                | 64-bit / 48-bit physisch im AMD Phenom                        | monolithischer Vierkerner, 128 bit FPUs, SSE4a, HyperTransport 3 oder QuickPath, integrierter Speicherkontroller, on-die L3 cache, SMT (nur bei i7), modulares Design                                    |
| Intel Atom                                     | 2008                | 64-bit / 48-bit physisch im AMD Phenom                        | In-order Befehlsausführung, pipelined, sehr energieeffizient |
| VIA Nano                                       | 2008                | 64-bit / 48-bit physisch im AMD Phenom                        | Out-of-order-Befehlsausführung, superskalar, hardware encryption, sehr energieeffizient, adaptives Power Management                                                                                      |
| AMD Bobcat                                     | 2011                | 64-bit / 48-bit physisch im AMD Phenom                        | Out-of-order-Befehlsausführung, superskalar, hardware encryption, sehr energieeffizient, adaptives Power Management                                                                                      |
| Intel Sandy Bridge                             | 2010                | 64-bit                                                        | Advanced Vector Extensions, AES-NI (Hardware-beschleunigte Verschlüsselung), SMT (nur bei i7), sehr modulares Design, CMT (Nur bei Bulldozer basierten Prozessoren), FMA (nur bei Bulldozer-Prozessoren) |
| AMD Bulldozer                                  | 2011                | 64-bit                                                        | Advanced Vector Extensions, AES-NI (Hardware-beschleunigte Verschlüsselung), SMT (nur bei i7), sehr modulares Design, CMT (Nur bei Bulldozer basierten Prozessoren), FMA (nur bei Bulldozer-Prozessoren) |
| AMD Jaguar                                     | 2013                | 64-bit / 40-bit physisch                                      | AVX, AES-NI, SSEx, sehr niedrige Leistungsaufnahme, erste HSA Features |
| Intel Haswell                                  | 2013                | 64-bit                                                        | AVX2, FMA3, Iris Pro Grafik |
| AMD Steamroller                                | 2014                | 64-bit                                                        | verbessertes CMT, doppelt so viele Decoder wie Bulldozer |
| Intel Skylake-X                                | 2015                | 64-bit                                                        | AVX-512 (nicht in allen Modellen) |
| AMD Excavator                                  | 2015                | 64-bit                                                        | AVX2, deutlich besseres CMT, 1,5 mal so viele Decoder wie Steamroller |

## Hersteller
x86-kompatible Prozessoren wurden von vielen Firmen entwickelt und/oder hergestellt, darunter:
- AMD
- Centaur Technology
- Chips & Technologies
- Cyrix
- DM&P Electronics
- Harris Semiconductor
- IBM
- Intel
- KME (U80601)
- National Semiconductor
- NEC Corporation
- NexGen
- Rise Technology
- Zhaoxin[3]
- SGS-Thomson
- Siemens
- SiS
- Texas Instruments
- Transmeta
- UMC
- VIA Technologies